# الانغماس في اللغة

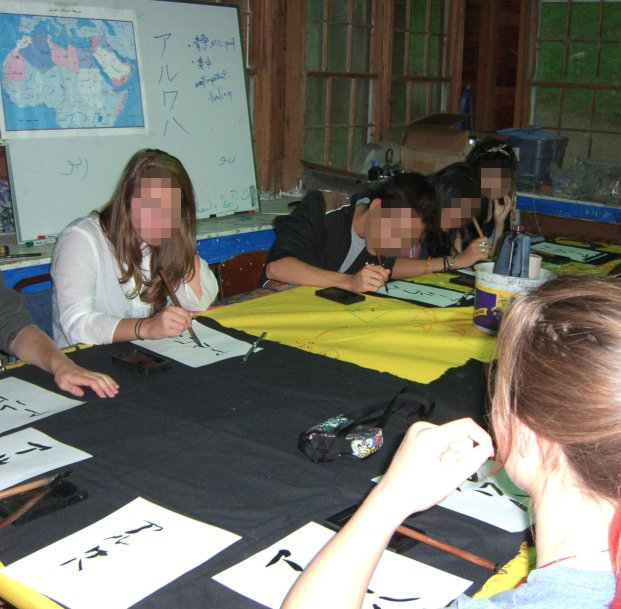

إن غمر اللغة أو ببساطة الانغماس في اللغة، هو أسلوب يستخدم في التعليم ثنائي اللغة حيث تستخدم لغتان لتعليم مجموعة متنوعة من المواضيع، بما في ذلك الرياضيات، أو العلوم، أو الدراسات الاجتماعية. يشار إلى اللغات المستخدمة في التدريس باسم L1 وL2 لكل طالب، حيث تكون L1 هي اللغة الأم للطالب، بينما تكون L2 هي اللغة الثانية التي يتم الحصول عليها من خلال برامج وتقنيات انغمارية. هناك أنواع مختلفة من غمر اللغة تعتمد على عمر الطلاب، والفئة التي يتم قضاها في المستوى الثاني، والمواضيع التي يتم تدريسها، ومستوى المشاركة من جانب المتحدثين في المستوى الأول.
وعلى الرغم من اختلاف البرامج باختلاف البلدان والسياق، فإن معظم برامج الانغماس اللغوي لها الهدف العام المتمثل في تعزيز ثنائية اللغة بين المجموعتين المختلفتين من المتكلمين في اللغات. وفي حالات كثيرة، يشكل الازدواجية الثقافية أيضا هدفا للمتكلمين بلغة الأغلبية (اللغة التي تتحدث بها أغلبية السكان المحيط) ولغة الأقليات (اللغة التي ليست لغة الأغلبية). وقد أظهرت البحوث أن هذه الأشكال من التعليم الثنائي اللغة توفر للطلاب فهماً أكبر للغة وإنتاج L2 بطريقة شبيهة باللغة الأصلية، وخاصة زيادة التعرض للثقافات الأخرى والحفاظ على اللغات، وخاصة لغات التراث.

## خلفية
وقد اتخذ التعليم الثنائي اللغة مجموعة متنوعة من النهج المختلفة خارج نموذج الحوض التقليدي أو السباحة من الغواصة الكاملة في المستوى الثاني دون مساعدة في المستوى الأول. ووفقا لمركز علم اللغة التطبيقية، لم يكن هناك في عام 1971 سوى ثلاثة برامج للانغماس داخل الولايات المتحدة. في عام 2011، كانت هناك 448 مدرسة لغوية في الولايات المتحدة، مع ثلاث لغات رئيسية للغمر في التعليم هي الإسبانية (45%)، والفرنسية (22%)، والماندرين (13%).
بدأ التعليم الثنائي اللغة منذ عام 3000 قبل الميلاد مع تعليم اللغة التقليدية حيث تم تعليم اللغة المستهدفة كموضوع في المدارس. بدأ أول برنامج للغمر اللغوي، حيث يتم تعليم اللغة المستهدفة كلغة تعليمية، في كيبيك، كندا، في عام 1965. وبما أن اللغة التي يتحدث بها الأهل باللغة الإنجليزية هي اللغة الفرنسية، فقد أرادوا ضمان أن يتمكن أطفالهم من تحقيق مستوى عالٍ من اللغة الفرنسية بالإضافة إلى الإنجليزية في كيبيك. ومنذ ذلك الحين، انتشر الانغماس الفرنسي في مختلف أنحاء البلاد وأدى إلى تحول الوضع إلى شكل أكثر أشكال الانغماس في اللغة الفرنسية شيوعاً في كندا حتى الآن. ووفقاً لاستطلاع الرأي الذي أجراه مركز علم اللغة التطبيقية في عام 2011، فهناك أكثر من 528 مدرسة غمر في الولايات المتحدة. كما انتشرت برامج غمر اللغات إلى أستراليا، والصين، والمملكة العربية السعودية، واليابان، وهونغ كونغ، التي تقدم أكثر من 20 لغة. أظهر استطلاع الرأي الذي أجرته شركة CAL في عام 2011 أن اللغة الإسبانية هي اللغة الأكثر شيوعاً في برامج غمر اللغة. وهناك أكثر من 239 برنامجاً للغمر في الولايات المتحدة بسبب الهجرة من البلدان الناطقة باللغة الأسبانية. أما البرنامجان الأخران اللذان يشيران إلى لغة الغمر في الولايات المتحدة، فيحدان باللغة الفرنسية واللغة الصينية الصينية الصينية الماندرين، ويتبلدان 114 و71 لغة غمر على التوالي.

## أنواع المتعلمين
يمكن أن تتميز أنواع غمر اللغة بإجمالي الوقت الذي يقضيه الطلاب في البرنامج وكذلك بعمر الطلاب.
الأنواع التي تتميز بالعمر:
- الانغماس الكلي: في حالة الانغماس التام، تكون لغة التدريس هي L2 للطلاب، مما يعني أن الطلاب قضوا 100٪ من اليوم الدراسي في L2. ومع ذلك، فإن مشكلة هذا النوع من الغمر اللغوي هي أن الطلاب يجدون صعوبة في فهم مفاهيم أكثر تجريدية وتعقيدًا إذا تم تعليمهم فقط من خلال لغتهم الثانية. [بحاجة لمصدر] [ بحاجة لمصدر ][ بحاجة لمصدر ]
- الغمر الجزئي: في برامج الغمر الجزئي، يتم مشاركة classtime بين الطلاب L1 و L2. في معظم الحالات، يتم تقسيم الوقت حتى بين اللغات. يفضل الطلاب هذا النوع من الانغمار اللغوي.[1]
- الانغماس في اتجاهين: هذا النوع، الذي يُسمى أيضًا الغمر ثنائي اللغة، هو طريقة لدمج كل من طلاب لغة الأقلية وطلاب لغة الأغلبية في نفس الفصل الدراسي بهدف التميز الأكاديمي وإتقان اللغتين لكلتا المجموعتين. في هذا النوع من الغمر اللغوي، يمكن أن تكون اللغات التعليمية لغتين، ولكن يتم استخدام لغة واحدة فقط في كل مرة. يتعلم الطلاب اللغات من خلال التفاعل مع أقرانهم ومعلميهم. هذه الطريقة في الغمر اللغوي هي لغة شائعة في أمريكا.[2]

- الانغمار المبكر: يبدأ الطلاب في تعلم لغتهم الثانية في سن 5 أو 6 سنوات.
- الغمر الأوسط: يبدأ الطلاب في تعلم لغتهم الثانية في سن حوالي 9 أو 10 سنوات.
- الانغماس المتأخر: يبدأ الطلاب في تعلم لغتهم الثانية بعد سن 11 عامًا.[3]

## أنواع التعليمات
- في تجربة اللغات الأجنبية أو البرامج الاستكشافية (FLEX)، يتعرض الطلاب إلى لغة (لغات) وثقافة (ثقافات) مختلفة في الفصل الدراسي. يتم قضاء نسبة صغيرة من وقت الفصل في اختبار لغة واحدة أو أكثر و / أو التعرف على اللغة، وبالتالي فإن إتقان اللغة الهدف ليس الهدف الأساسي.[4] أهداف البرنامج هي تطوير مهارات الاستماع بعناية، والوعي الثقافي واللغوي، والاهتمام باللغات الأجنبية لدراسة اللغة في المستقبل، وكذلك لتعلم الكلمات والعبارات الأساسية بلغة أجنبية واحدة أو أكثر.[5]
- في اللغة الأجنبية في برامج المدارس الابتدائية (FLES)، يركز الطلاب على الاستماع والقراءة والكتابة والتحدث باللغة الهدف. على النقيض من برامج FLEX ، فإن الكفاءة في اللغة الهدف هي الهدف الأساسي، ولكن الهدف الثانوي هو تعريض الطلاب لثقافة اللغة الأجنبية.
- في برامج الغمر ، يتلقى الطلاب ثنائي اللغة عمومًا جميع تعليماتهم في لغتهم الثانية. غالبًا ما تتم الإشارة إلى هذه البرامج إلى برامج الغرق أو السباحة نظرًا لقلة الدعم المقدم للطلاب L1.[6]
- في برامج الغمر في اتجاهين ، والتي تسمى أيضًا الغمر المزدوج أو ثنائي اللغة، يتكون مجتمع الطلاب من متحدثين بلغتين أو أكثر. برامج الغمر في اتجاهين في الولايات المتحدة تشجع المتحدثين بلغة L1 بلغة أخرى غير الإنجليزية للحفاظ على تلك اللغة وكذلك لتعليم اللغة الإنجليزية كلغة ثانية (ESL).[7] بالإضافة إلى ذلك، تسمح هذه البرامج للناطقين باللغة الإنجليزية L1 بأن يكونوا منغمسين في «بيئة اكتساب لغة أجنبية».
- في برامج الخروج المبكر ، ينتقل الطلاب ثنائيو اللغة من برنامج ثنائي اللغة إلى فصل دراسي سائد في سن مبكرة (حوالي 7 أو 8 سنوات). هذه البرامج مدعومة بالاعتقاد بأن الأطفال ثنائيي اللغة سيستفيدون أكثر من الانتقال إلى الفصول الدراسية السائدة في أقرب وقت ممكن.
- في برامج الخروج المتأخر ، ينتقل الطلاب ثنائيو اللغة من برنامج ثنائي اللغة إلى فصل دراسي سائد في سن متأخرة (حوالي 10 أو 11 عامًا). هذه البرامج مدعومة بالاعتقاد بأن الأطفال ثنائيي اللغة سيحسنون من الناحية الأكاديمية من دعمهم باللغتين.

### موقعك
قد ينتقل الأشخاص أيضًا مؤقتًا لتلقي الانغماس اللغوي، والذي يحدث عندما ينتقلون إلى مكان داخل بلدهم الأصلي أو في الخارج حيث أن لغتهم الأصلية ليست لغة الأغلبية في هذا المجتمع. على سبيل المثال، تذهب الأنجلوفونية الكندية إلى كيبيك (انظر Explore and Katimavik)، بينما تذهب الأنجلوفونية الأيرلندية إلى Gaeltacht . غالبًا ما يتضمن ذلك إقامة منزلية مع عائلة لا تتحدث سوى اللغة الهدف. الأطفال الذين يهاجرون آباؤهم إلى بلد جديد يجدون أنفسهم أيضًا في بيئة غامرة فيما يتعلق بلغتهم الجديدة. طريقة أخرى هي خلق بيئة مؤقتة تسود فيها اللغة المستهدفة، كما هو الحال في المخيمات الصيفية اللغوية مثل «القرى الإنجليزية» في كوريا الجنوبية وأجزاء من أوروبا
يمكن أن توفر الدراسة في الخارج أيضًا بيئة غمر قوية لزيادة المهارات اللغوية. ومع ذلك، قد تؤثر العديد من العوامل على الانغماس أثناء الدراسة بالخارج، بما في ذلك مقدار الاتصال بلغة أجنبية أثناء البرنامج. للتأثير الإيجابي على الكفاءة في اللغة الهدف بشكل إيجابي، تشير سيليست كينغنجر إلى أن البحث حول تعلم اللغة أثناء الدراسة في الخارج يشير إلى «الحاجة إلى مشاركة أوسع لمتعلمي اللغة في الممارسات التواصلية المحلية، والوعي بوضعهم كمشاركين هامشيين، ولإدراك أكثر دقة اللغة نفسها.» 

## مراحل اكتساب اللغة
- مرحلة ما قبل الإنتاج: تسمى أيضًا «الفترة الصامتة»، وتستمر هذه الفترة من 10 ساعات إلى 6 أشهر في بيئة غمر اللغة. قد يكون لدى الطلاب حوالي 500 كلمة متقبلة في أذهانهم ولكن لا يمكنهم التحدث باللغة بعد. خلال هذه الفترة المقلدة، من المرجح أن يكرر الطلاب كل ما سمعوه في الصف ويمكنهم الرد على الصور وأسئلة نعم أو لا باستخدام إيماءاتهم مثل الإيماء أو هز رأسهم. يجب أن يدمج الفصل بين الصور وطرق الاستجابة الجسدية [3]
- يستمر الإنتاج المبكر، حيث يمكن للطلاب إتقان حوالي 1000 كلمة متقبلة ونشطة، لمدة ستة أشهر بعد مرحلة ما قبل الإنتاج. يمكن للطلاب الإجابة على أسئلة بسيطة، مثل أسئلة نعم أو لا. كما يمكنهم تكرار العبارات المكونة من كلمتين واستخدامها. قد لا يستخدمون الأنماط بشكل صحيح، ولكن يمكنهم اكتشاف المشكلة. هذه فترة اكتشاف الذات.[10]
- ظهور الكلام، الذي سيحصل فيه الطلاب على حوالي 3000 كلمة نشطة، يستمر عامًا واحدًا بعد مرحلة الإنتاج المبكرة. يمكن للطلاب الإجابة على أسئلة بسيطة واستخدام ثلاث كلمات أو أكثر في عبارة وأنماط بسيطة. يمكن للطلاب فهم الفكرة العامة للقصة بالصور وقد لا يمكنهم استخدام الأنماط بشكل صحيح ولكن يمكنهم تصحيح بعضها إذا كانوا هم بأنفسهم. وهذا ما يسمى بفترة التصحيح الذاتي. يركز المدرسون على جزء المحادثات في الفصل في هذه المرحلة.
- الطلاقة الوسيطة، حيث يكون لدى الطلاب ما يقرب من 6000 كلمة في مفرداتهم النشطة. تستمر هذه المرحلة بعد عام واحد من ظهور الكلام. يبدأ الطلاب في استخدام جمل معقدة في التحدث والكتابة ويعرفون أيضًا كيفية الرد على أسئلة الآخرين. ليس من الصعب عليهم استخدام اللغة الهدف لتعلم الرياضيات والعلوم. يبدأ الطلاب في استخدام جمل أكثر تعقيدًا عندما يتحدثون ويكتبون، وهم على استعداد للتعبير عن الآراء ومشاركة أفكارهم. يطرحون أسئلة لتوضيح ما يتعلمونه في الصف. يتم تدريس المزيد من المواد الثقافية والأدبية في هذه المرحلة.
- إتقان متقدم (يسمى أيضًا التطوير المستمر للغات) [11] ، والذي يتطلب من الطلاب معرفة معظم مفردات منطقة المحتوى، ويستمر من 4 إلى 10 سنوات. إنه إنجاز لإتقان اللغة الأكاديمية المعرفية في اللغة الهدف. وصلت قدرة الطلاب على اللغة الثانية لتصبح قريبة من المستوى الأصلي.

أظهرت الدراسات أن الطلاب الذين يدرسون لغة أجنبية في المدرسة، وخاصة أولئك الذين يبدأون في المدرسة الابتدائية، يميلون إلى الحصول على درجات اختبار معيارية أعلى من الطلاب الذين لم يدرسوا لغة أجنبية في المدرسة. يميل الطلاب الذين يدرسون اللغات الأجنبية أيضًا إلى زيادة القدرات العقلية، مثل الإبداع ومهارات التفكير العليا (انظر المزايا المعرفية للغة ثنائية اللغة) ولديهم مزايا في مكان العمل نظرًا لأن أرباب العمل يبحثون بشكل متزايد عن عمال لديهم معرفة بلغات وثقافات مختلفة. وتهدف برامج الغمر ثنائي اللغة إلى تعزيز الكفاءة أو الطلاقة في لغات متعددة وبالتالي تعظيم هذه الفوائد. حتى إذا لم يتم تحقيق الطلاقة في اللغة المطلوبة بشكل كامل، فإن برامج الغمر ثنائية اللغة توفر أساسًا قويًا للطلاقة في وقت لاحق من الحياة وتساعد الطلاب على اكتساب تقدير للغات وثقافات غير لغتهم.  

لا توجد آثار ضارة طويلة المدى للتعليم ثنائي اللغة على تعلم لغة الأغلبية، بغض النظر عما إذا كانت اللغة الأولى للطلاب (L1) هي لغة الأغلبية أو الأقلية أو تنظيم البرنامج التعليمي. العديد من النتائج الملحوظة للتعليم ثنائي اللغة هي نقل المعرفة الأكاديمية والمفاهيمية عبر كلتا اللغتين، نجاح أكبر في البرامج التي تؤكد على ثنائية اللغة وثنائية اللغة، والمهارات الأدبية للغة الثانية (L2) المطورة بشكل أفضل لطلاب الأقليات مما لو تلقوا لغة أحادية اللغة التعليم بلغة الأغلبية.
برامج الغمر اللغوي بهدف تعزيز ثنائية اللغة، برنامج الغمر ثنائي اللغة الفرنسية-الكندي الذي يعد أحد البرامج الأولى، أفاد في البداية أن الطلاب يتلقون درجات اختبار قياسية أقل بقليل من المتوسط. كان هذا صحيحًا في برنامج كندا، ولكن بحلول الصف الخامس، لم يكن هناك فرق بين درجاتهم وعشرات الطلاب الذين تم تعليمهم باللغة الإنجليزية فقط. سرعان ما تتطابق قدرات التهجئة الإنجليزية مع قدرات الطلاب الذين يتحدثون الإنجليزية فقط. في نهاية المطاف، لم يفقد الطلاب أي إجادة في اللغة الإنجليزية وكانوا قادرين على تطوير إجادة تشبه اللغة الأم في القراءة والفهم الفرنسيين لكنهم لم يصلوا تمامًا إلى إجادة تشبه اللغة الأم في اللغة الفرنسية المنطوقة والمكتوبة. ومع ذلك، يُنظر إلى برنامج الغمر على أنه يوفر أساسًا قويًا للطلاقة الفرنسية الشفوية في وقت لاحق من الحياة،  والبرامج الأخرى المشابهة التي قد لا تصل إلى أهدافها المتوقعة يمكن رؤيتها أيضًا في نفس الضوء.
وقد أبلغت البرامج التي تهدف إلى الحفاظ على لغات التراث، مثل برنامج الانغمار اللغوي في هاواي، عن نتائج أولية لدرجات اختبار أقل من المتوسط في الاختبارات المعيارية. ومع ذلك، قد لا تكون درجات الاختبار المنخفضة ناتجة عن عوامل متعلقة باللغة بحتة. على سبيل المثال، كان هناك في البداية نقص في مواد المناهج المكتوبة باللغة الهاوية، وكان العديد من المعلمين عديمي الخبرة أو غير معتادين على التدريس في هاواي. على الرغم من العوائق الأولية، كان برنامج هاواي ناجحًا بشكل عام في الحفاظ على لغة هاواي كلغة تراثية، حيث تمكن الطلاب في البرنامج من التحدث بلغة هاواي بطلاقة أثناء تعلمهم القراءة والكتابة والرياضيات، والتي تم تدريسها في هاواي.
برامج الغمر الجزئي ليس لديها تأخر أولي في تحقيق برامج كندا وهاواي ولكنها أقل فعالية من برامج الغمر الكامل، والطلاب بشكل عام لا يحققون إجادة اللغة الأم مثل L2.

## مسائل
- تصميم وقت التعرض لكل لغة

المسألة الأولى هي تخصيص الوقت لكل لغة. يعتقد اختصاصيو التوعية أن زيادة التعرض للغة الطلاب L2 سيؤدي إلى قدر أكبر من الكفاءة في اللغة الثانية،  ولكن من الصعب على الطلاب تعلم المفاهيم المجردة والمعقدة فقط من خلال اللغة الثانية. أنواع مختلفة من مدارس الغمر اللغوي تخصص وقتًا مختلفًا لكل لغة، ولكن لا يوجد حتى الآن دليل يثبت أن أي طريقة معينة هي الأفضل.
- تحديات المناهج والتدريس والمعلمين

في الولايات المتحدة، توفر حكومة الولاية والحكومة المحلية فقط منهجًا لتدريس الطلاب بلغة واحدة فقط. لا يوجد منهج قياسي لمدارس اللغة.
إلى جانب ذلك، لا تقدم الدول المساعدة في كيفية تعزيز التسامح. لم يتم البحث عن التدريس بلغتين إلا القليل جدا. أظهر تقرير مجلس مدارس المدينة الكبرى في عام 2013 أن نصف مدارس المدينة تفتقر إلى المعلمين المحترفين ثنائيي اللغة.
- إجادة لغتين

هناك تحديات لتطوير الكفاءة العالية بلغتين أو التوازن في المهارات ثنائية اللغة، خاصة للطلاب الغمر المبكر. يكمل الأطفال تطور لغتهم الأولى في عمر 7، ويؤثر L1 و L2 على بعضهم البعض أثناء تطور اللغة. من الصعب تحقيق مستويات عالية من الكفاءة بلغتين. الطلاب ذوو التعرض الأكبر يكونون أفضل. بالنسبة لمدارس الغمر في اللغة الثانية، فإن الغمر في وقت مبكر جدًا بلغة ثانية يؤدي إلى فشل الطلاب في إتقان لغتهم الأولى.

## حسب البلد
اعتبارًا من عام 2009، تم تسجيل حوالي 300000 طالب كندي (حوالي 6 ٪ من سكان المدرسة) في برامج الغمر. في الغمر المبكر، ينغمس L1 المتحدثين باللغة الإنجليزية في اللغة الفرنسية في تعليمهم لمدة 2 إلى 3 سنوات قبل التعليم الرسمي للغة الإنجليزية. يعد هذا التعرض المبكر المتحدثين باللغة الإنجليزية L1 الكنديين للصف الرابع ، عندما يبدأون في تدريس اللغة الإنجليزية 50 ٪ من الوقت والفرنسية 50 ٪. 
في الولايات المتحدة ومنذ الثمانينيات ، نمت برامج الغمر المزدوج لعدد من الأسباب: المنافسة في الاقتصاد العالمي ، وعدد متزايد من متعلمي اللغة الثانية ، ونجاح البرامج السابقة. يمكن الآن العثور على دروس الغمر اللغوي في جميع أنحاء الولايات المتحدة ، في المناطق الحضرية والضواحي ، في الغمر المزدوج والاندماج في اللغة الواحدة ، وفي مجموعة من اللغات. اعتبارًا من مايو 2005، كان هناك 317 برنامجًا للاندماج المزدوج في المدارس الابتدائية الأمريكية ، حيث تم توفير التعليم بعشر لغات ، و 96 ٪ من هذه البرامج كانت باللغة الإسبانية.

### هاواي
شهدت السبعينيات بداية برامج التعليم ثنائية اللغة في هاواي. تم توجيه برنامج لغة هاواي لتعزيز النزاهة الثقافية من خلال التأكيد على إتقان اللغة الأم من خلال تعليم اللغة التراثية ثنائي اللغة. بحلول عام 1995، كان هناك 756 طالبًا مسجلين في برنامج الغمر في لغة هاواي من K إلى 8. تم تدريس البرنامج بدقة في هاواي حتى الصفين 5 و 6، عندما تم تقديم اللغة الإنجليزية كلغة التدريس لمدة ساعة واحدة في اليوم. لا يزال برنامج الانغماس في لغة هاواي ساري المفعول حتى اليوم حتى المرحلة الثانوية. مع التركيز على إحياء اللغة ، فإن هاواي هي الوسيلة الرئيسية للتعليم حتى الصف 5، عندما يتم تقديم اللغة الإنجليزية ولكنها لا تغتصب هاواي كوسيلة رئيسية للتعليم. 

### المكسيك
تسلط دراسة أجراها هامل (1995) الضوء على مدرسة في ميتشواكان بالمكسيك ، تركز على مدرستين ابتدائيتين ثنائي اللغة قام فيه المعلمون ببناء منهج يقوم بتدريس جميع المواد ، بما في ذلك الأدب والرياضيات ، في الأطفال L1: P'urhepecha. بعد سنوات من تنفيذ المنهج في عام 1995، أجرى الباحثون دراسة تقارن طلاب L1 P'urhepecha مع طلاب اللغة الإسبانية L1. وجدت النتائج أن الطلاب الذين اكتسبوا معرفة القراءة والكتابة L1 P'urhepecha كان أداؤهم أفضل في كلتا اللغتين (P'urhepecha والإسبانية) من الطلاب الذين كانوا يتعلمون اللغة الإسبانية L1. 

### نيوزيلندا
تظهر نيوزيلندا مثالاً آخر على برامج الغمر بلغتين للتراث. تأسست في عام 1982، يحظر تعليم الانغماس الكامل للغة الماورية بشدة استخدام اللغة الإنجليزية في التدريس في الفصول الدراسية على الرغم من أن اللغة الإنجليزية هي عادةً اللغة L1 للطلاب. وقد خلق ذلك تحديات للمعلمين بسبب نقص الأدوات واستراتيجية التدريس بلغتين غير متطورة للماوريين. 

### ملاوي وزامبيا
نظرت دراسة قام بها ويليامز (1996) في آثار التعليم ثنائي اللغة على مجتمعين مختلفين في ملاوي وزامبيا. في مالاوي ، تشيتشيوا هي لغة التدريس الرئيسية ، ويتم تدريس اللغة الإنجليزية كدورة منفصلة. في زامبيا ، اللغة الإنجليزية هي لغة التدريس الرئيسية ، ويتم تدريس اللغة المحلية ، نيانجا ، كدورة منفصلة. أخذت دراسة ويليامز أطفالًا من ست مدارس في كل بلد في الصف الخامس. أجرى اختبارين: اختبار قراءة اللغة الإنجليزية ، واختبار قراءة اللغة الأم. أظهرت إحدى النتائج عدم وجود فرق كبير في قدرة القراءة الإنجليزية بين أطفال المدارس في زامبيا ومالاوي. ومع ذلك ، كانت هناك اختلافات كبيرة في إتقان القدرة على قراءة اللغة الأم. أظهرت نتائج الدراسة أن الطلاب الملاويين كانوا أفضل في لغتهم الأم ، تشيتشوا ، من الأطفال الزامبيين بلغتهم الأم ، نيانجا. 